# Liste von Sakralbauten im Kreis Lippe

Kreis Lippe

Die Liste von Sakralbauten im Kreis Lippe ist untergliedert in:
1. Liste von Sakralbauten in Augustdorf
2. Liste von Sakralbauten in Bad Salzuflen
3. Liste von Sakralbauten in Barntrup
4. Liste von Sakralbauten in Blomberg
5. Liste von Sakralbauten in Detmold
6. Liste von Sakralbauten in Dörentrup
7. Liste von Sakralbauten in Extertal
8. Liste von Sakralbauten in Horn-Bad Meinberg
9. Liste von Sakralbauten in Kalletal
10. Liste von Sakralbauten in Lage
11. Liste von Sakralbauten in Lemgo
12. Liste von Sakralbauten in Leopoldshöhe
13. Liste von Sakralbauten in Lügde
14. Liste von Sakralbauten in Oerlinghausen
15. Liste von Sakralbauten in Schieder-Schwalenberg
16. Liste von Sakralbauten in Schlangen